# Groot Botnia
Groot Botnia (ook wel Groot Botniahuis) was een van oorsprong 16e-eeuwse stins aan het Noord in de Friese stad Franeker. In het begin van de 18e eeuw werd de stins ingericht als koffiehuis en komediezaal. In 1856 werd het pand rigoureus verbouwd waarbij de stins grotendeels afgebroken werd. Tegenwoordig staat hier het theater De Koornbeurs.

## Beschrijving
Groot Botnia was een hooggotische zaalstins met waarschijnlijk wisselende lagen van rode en gele bakstenen in het muurwerk. Dit werd ook toegepast in de Martenastins en in Klein Botnia, een stins aan de Breedeplaats die eveneens in het bezit van de familie Van Botnia was. Tegenover Groot Botnia stond tot 1598 een ander pand dat in bezit was van de familie Botnia. Hier verrees in dat jaar het Stadhuis van Franeker. Groot Botnia had een L-vormig grondplan met een traptoren aan de oostkant. Dit type huis raakte in de 16e eeuw in zwang als stadsresidentie van de adel. Onder meer de Martenastins en de Ockingastins te Franeker, de Waltastins en Het Hooghuis te Sneek en het Camminghahuis (deel van het Princessehof) te Leeuwarden zijn voorbeelden van een dergelijk ontwerp. 
De traptoren van Groot Botnia had een dubbele stenen wenteltrap waardoor mensen die naar boven en naar beneden gingen elkaar niet zagen. De toren werd tot in de 17e eeuw bekroond met een ui. In tegenstelling tot de Martenastins en de Ockingastins bevond de hoofdingang van Groot Botnia zich niet in de traptoren maar in de voorgevel. Boven de hoofdingang was het wapen van de familie Van Botnia aangebracht. Groot Botnia had niet meer het uiterlijk van een verdedigbare stins. De twee bouwlagen met spitsboogvensters werden van elkaar gescheiden door een rondboogfries met consoles. De stins wordt op basis van het uiterlijk vaak gedateerd in de 15e eeuw maar blijkt echter in het begin van de 16e eeuw gebouwd te zijn. In 1527 kreeg Ju(w) of Julius van Botnia namelijk ontheffing van belastingen in verband met de bouw van een nieuw huis. Groot Botnia komt in 1538 voor op een lijst van nieuwe panden in Franeker.
De binnenstad van Franeker kende tien stinzen van rond 1500 die samen een zekere "stinzenzwerm" vormden, hier was Groot Botnia een van. De stichters van deze stinzen waren allemaal erfgenamen van de plaatselijke familie Sjaerda/Sjaerdema. De familie Sjaerda had samen met de kerk van Franeker het gehele oppervlak van de stad in het bezit.
De eerst bekende eigenaar van Groot Botnia was Juw of Julius van Botnia (1485-1538). Hij was grietman van Ferwerderadeel, lid van het Hof van Friesland en dijkgraaf van Oostergo en Westergo. Hij was in 1491 hoofdeling te Marrum en in 1511 bezat hij aldaar de Botniastate.
Hij was getrouwd met Fokel van Hottinga (1486-1546), een kleindochter van Swob Sjaerda, erfgename van het eigendom van de familie Sjaerda. Aan Groot Botnia waren dan ook collatierechten en recht van zwanendrift verbonden. De familie Hottinga bewoonde onder meer het Hottingahuis te Franeker. Juw ondernam met zijn neef Tjalling van Botnia en de oom van zijn vrouw Hessel van Martena een bedevaart naar Jeruzalem. Hij was dan ook ridder van het Heilige Graf.
Na Juw was zijn zoon Douwe (ovl. 1542) van Botnia de eigenaar van de stins. Douwe was ontvanger-generaal van Friesland. Hij was getrouwd met Rixt van Ockinga, een kleindochter van Hero van Ockinga, de vermoedelijke naamgever van de Ockingastins in Franeker. Groot Botnia vererfde op Douwes zoon Juw (II). De vrouw van Juw, Fokel van Walta, kwam in 1584 voor als eigenaar van de stins namens haar man. Juw was geusgezind en moest daarom Franeker in 1572 ontvluchten. Vervolgens werd de stins betrokken door Caspar de Robles en later door Robrecht de Feutre, een kapitein aangesteld door De Robles om namens de Spanjaarden het gezag te voeren in Franeker.
Na 1577 zal Juw zijn stins in Franeker weer betrokken hebben. In 1580 was hij ook militair actief. Hij had een vendel onder zich toen het tot een treffen kwam bij Oldeouwer. Daar hij het strijdgeweld niet gewend was, ontvluchtte hij het gevecht waarop Bernard van Merode hem zijn troepen afnam. Op 25 november 1587 trouwde Willem Lodewijk van Nassau-Dillenburg te Franeker met Anna van Nassau (een dochter van Willem van Oranje en dus de nicht van Willem Lodewijk). Het huwelijksfeest werd gehouden op Groot Botnia. In 1588 overleed Anna echter ook in dit pand aan de gevolgen van de complicaties van een zwangerschap.
Op de stadsplattegrond van Franeker van Pieter Bast uit 1598 wordt bij Groot Botnia aangegeven: "Hr July van Bottnya Ridder etch' huys". Juw overleed in 1614 en liet Groot Botnia "aende Bralbrugge" na aan zijn zoon Douwe (II). Douwe was getrouwd met Oede Hayes Manninga, afkomstig van de borg Dijksterhuis bij Pieterburen. Zij zal een dochter geweest zijn van Hayo Manninga, evenals Douwes vader was hij hervormingsgezind. Haar broer Luirt trouwde met de dochter van geus Diederik Sonoy. Deze Douwe overleed kinderloos in 1617 waarna de stins overging op Fokel van Botnia, dochter van zijn broer Doecke van Botnia en Ymck van Dekema. Op de Schotanuskaart van Franeker uit 1664 wordt bij Groot Botnia vermeld: "Botnia huys, in eygendom en bewoont by d'Ed Mevrouw Fokel van Botnia". Bij haar overlijden in 1673 wordt Helena van Botnia, dochter van Fokels broer Dominicus Justus van Botnia, benoemd tot erfgenaam. Helena was getrouwd met Douwe Aylva van Loo en later met Watze van Burmania.
Helena was de laatste telg uit de familie Van Botnia en met haar overlijden kwam Groot Botnia in het bezit van de familie Van Burmania. Zij liet haar bezit voor de helft na aan Dominicus Justus Botnia van Burmania (doopnaam: Duco Dominicus van Burmania) en voor de helft aan Helena Lucia Geertrui Meckema van Burmania (doopnaam: Helena Lucia van Burmania). Tot 1781 blijft de naam Botnia voortleven in de familie Van Burmania. Tussen 1705 en 1706 werd de stins bewoond door Henricus Philiponeus de Hautecour, Frans predikant en hoogleraar aan de Universiteit van Franeker. Dominicus Justus overleed kinderloos in 1726 en daarmee kwam het pand toe aan zijn zus Hylck Luts van Burmania. Zij was getrouwd met Janno van Sevenaar, legercommandant en bewoner van het Burmaniahuis te Leeuwarden. Willem Karel Hendrik Friso woonde tijdens zijn studie in Franeker in Groot Botnia tot 1727.
In 1728 werd Groot Botnia verpacht aan ene Douwe Gerrits Nota, deze richtte het pand in als koffiehuis en komediezaal. In haar testament stelde Hylck Luts van Burmania een kleindochter van haar broer Frans Eysinga van Burmania aan als erfgenaam. Echter kwam niet deze kleindochter, maar Ulbe Jan van Aylva voor als eigenaar. Deze Ulbe Jan van Aylva was de zwager Bauwina van Burmania. Deze Bauwina was weer een zuster van Eduard Marius van Burmania, de vader van de verder onbekende erfdochter. Tussen 1760 en 1794 worden de erven van Ulbe Jan van Aylva vermeld als eigenaar. Vervolgens wordt zijn neef, de patriot Sicco Douwe van Aylva, de eigenaar tot diens overlijden in 1807. Het hof achter de stins was echter in 1745 in het bezit van graaf Otto van Limburg Stirum en tot het einde van de 18e eeuw in het bezit van zijn erfgenamen. In 1773 werd het koffiehuis overgenomen door Arent Mulder en zijn vrouw Tjitske Haijes Hemstra. Deze Arent hield samen met zijn broer Haye een album amicorum bij tussen 1783 en 1808 waarin bezoekers van het "studentenkoffijhuis" verzen schreven en tekeningen maakten. Later zou deze studentensoos verplaatst worden naar het Dekemahuis.
In 1808 werd het testament van Hylck Luts van Burmania alsnog ten dele gehonoreerd. Twee kinderen van Eduard Marius van Burmania, Wilhelmina Eduarda van Burmania en Frans Laas van Burmania, werden elk voor de helft eigenaar van Groot Botnia. Zij verkochten het pand in 1809, destijds vermeld als "Botnia oud koffiehuis". Zij waren de laatste adellijke eigenaren. In hetzelfde jaar is ook reeds sprake van sloop. In de 19e eeuw werd het gebouw grotendeels vernieuwd. In 1838 werd de in 1728 gebouwde kolfbaan afgebroken. Het jaar daarop werd de achtergevel vernieuwd en volgde uitbreiding van de toneelzaal. Deze uitbreiding werd in 1856 weer afgebroken samen met de oude stins. Het pand kreeg toen ook de status van cultureel centrum en ontving subsidie van de gemeente Franeker. Het pand werd toen aangeduid als "De Korenbeurs". In 1872 werd het pand aan de noordzijde uitgebreid. Enkel de oude noordmuur van de stins is bewaard gebleven en maakt nog deel uit van het huidige pand. In 1905 werd de toneelzaal verbouwd en in 1967 werden de bestaande zalen afgebroken en vervangen door nieuwe zalen. Sinds 1997 worden er in De Koornbeurs professionele theatervoorstellingen gehouden. Naast de ingang van De Koornbeurs staan nog twee gebeeldhouwde zandstenen vazen uit het tweede kwart van de 18e eeuw. Sinds 2016 ligt De Koornbeurs naast het Planetarium van Eise Eisinga dat in dat jaar uitbreidde. Beide gebouwen worden gescheiden door de Botniasteeg.

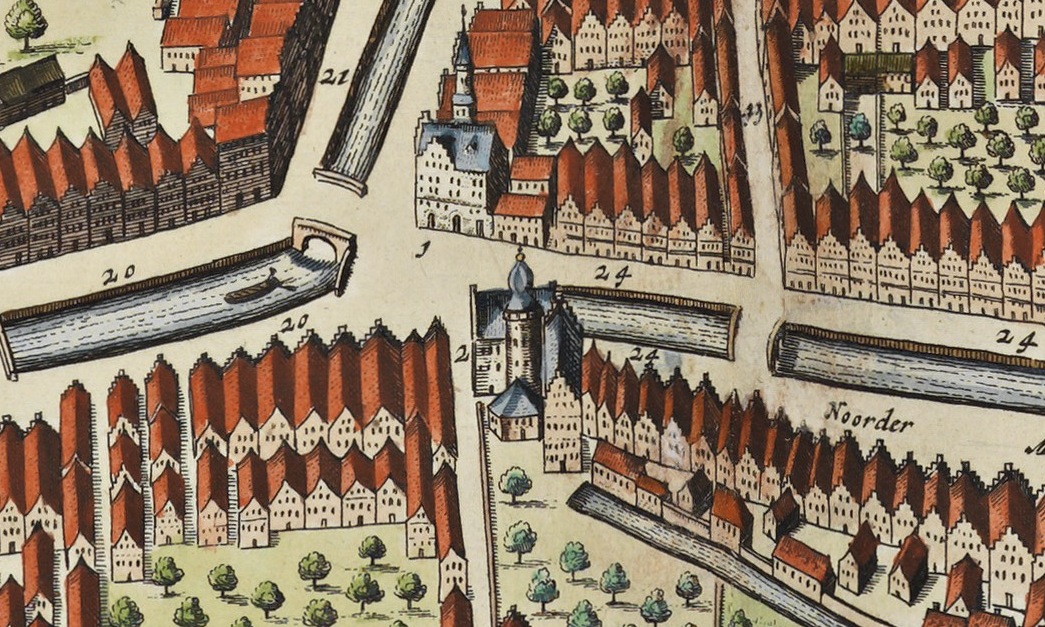
Groot Botnia met traptoren in het Stedenboek van Frederik de Wit van rond 1698. Boven in beeld het Stadhuis van Franeker.
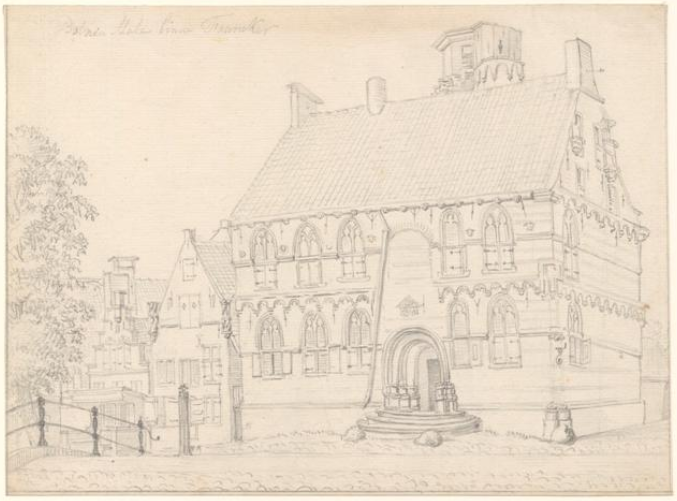
Groot Botnia rond 1790-1795, getekend door J. Gardenier Visser.
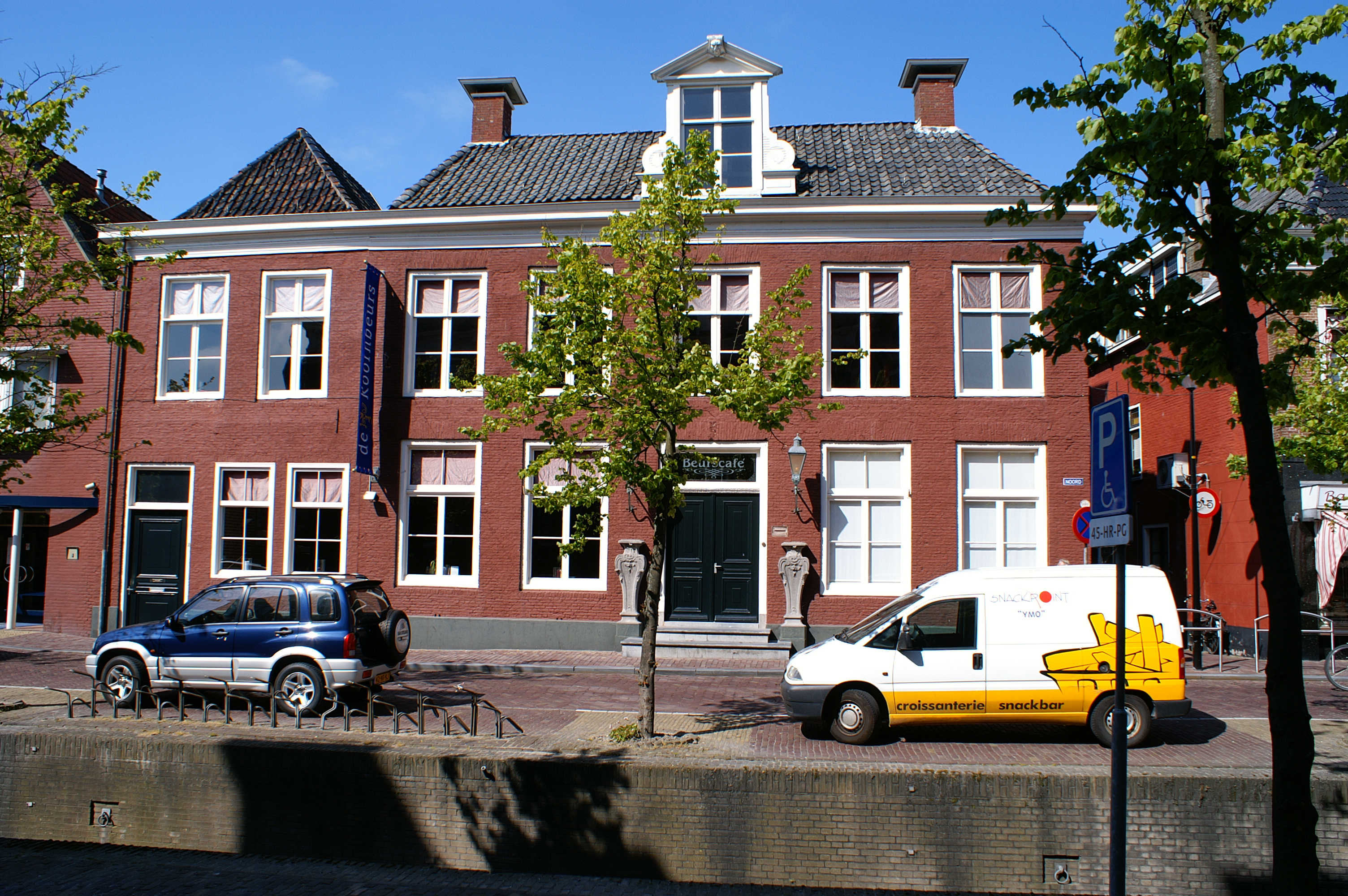
Theater De Koornbeurs in 2007.